# Last Night in Soho
Pour les articles homonymes, voir Last Night in Soho (homonymie).
Pour plus de détails, voir Fiche technique et Distribution.
Last Night in Soho, ou Une dernière nuit à Soho au Québec, est un film britannique réalisé par Edgar Wright et sorti en 2021.
Co-écrit par Wright et Krysty Wilson-Cairns, le film suit Eloise Turner (Thomasin McKenzie), une étudiante en mode, qui durant la nuit est mystérieusement transportée dans les années 1960 où elle se dédouble en Sandie (Anya Taylor-Joy), une chanteuse novice, dont elle découvrira les sombres secrets.
Le film est présenté en avant-première à la Mostra de Venise 2021 et reçoit des critiques majoritairement positives, avec des éloges pour ses décors, sa photographie et les performances de McKenzie et Taylor-Joy.
Il marque également les dernières performances au cinéma de Diana Rigg (à qui le film est dédié) et Margaret Nolan, mortes en 2020, ainsi que Terence Stamp, mort en 2025.

## Synopsis
Eloise « Ellie » Turner est une jeune fille qui aime la musique et la mode des Swinging Sixties et qui rêve de devenir styliste. Élevée par sa grand-mère après le suicide de sa mère quand elle avait sept ans, Ellie voit parfois le fantôme de sa mère dans les miroirs.
Ellie part de sa maison rurale près de Redruth, dans les Cornouailles, pour aller étudier à l'Université de mode de Londres, où elle est jugée et méprisée par les colocataires de sa résidence étudiante. Seul John, un autre étudiant, est sympathique avec elle. Malheureuse dans la résidence, elle emménage dans une chambre étudiante louée par Mme Collins, une dame âgée.
Cette nuit-là, Ellie fait un rêve où elle est transportée dans le Londres des années 1960. Au Café de Paris, elle observe Sandie, une belle jeune femme blonde, qui souhaite devenir chanteuse et qui commence une relation avec Jack, un charmant jeune homme mod et manager du club. Le lendemain, Ellie dessine une robe inspirée de Sandie et se découvre un suçon dans le cou.
Ellie rêve de nouveau de Sandie, qui passe une audition dans une discothèque de Soho avant de rentrer dans la chambre étudiante qu'Ellie a louée. Inspirée par ses visions, Ellie se teint les cheveux en blond, change son style vestimentaire pour se rapprocher de celui de Sandie et trouve un emploi dans un pub. Elle est observée par un homme âgé qui remarque sa ressemblance avec Sandie. Dans d'autres rêves, Ellie découvre que Sandie ne vit pas la vie dont elle avait rêvé, étant maintenant forcée par Jack à se prostituer pour satisfaire ses associés.
Ellie est de plus en plus perturbée par des apparitions menaçantes qui prennent l'apparence de Jack et des hommes qui ont utilisé Sandie. Après une vision où elle voit Jack assassiner Sandie, elle décide de suivre l'homme âgé, qu'elle pense être Jack. Elle se rend au poste de police, où elle n'est pas prise au sérieux. Pensant devoir venger Sandie, Ellie confronte l'homme âgé, qui dément avoir tué Sandie puis meurt percuté par un taxi londonien en quittant le pub. La patronne d'Ellie révèle que le nom de l'homme était Lindsey et non Jack. Ellie se rappelle alors l'avoir rencontré dans ses rêves : il était en réalité un officier de la Brigade des mœurs encourageant Sandie à fuir sa vie de prostitution.
Paniquée, Ellie va informer Mme Collins qu'elle compte quitter Londres : Mme Collins se révèle alors être Sandie. La vision d'Ellie concernant la mort de Sandie était en fait une vision de l'assassinat de Jack par Sandie après qu'il l'a menacée avec un couteau. Son assassinat fut suivi de ceux de tous les hommes qui avaient abusé de Sandie, qu'elle avait ensuite caché dans le sol et les murs de la maison. Mme Collins a également drogué la tasse de thé d'Ellie et prévoit de la tuer pour s'assurer de son silence.
Dans l'altercation qui s'ensuit, la cigarette de Mme Collins provoque un incendie. John vient à l'aide d'Ellie, mais Mme Collins le poignarde. Ellie se réfugie dans sa chambre, où les esprits des victimes de Sandie la supplient de tuer Mme Collins, ce qu'elle refuse de faire. Quand Mme Collins entre dans la chambre, elle fait également face aux esprits et plus particulièrement à celui de Jack. Alors que la police arrive, Mme Collins tente de se trancher la gorge, mais Ellie l'en empêche, lui disant qu'elle comprend pourquoi elle a tué tous ces hommes et lui supplie de rester en vie. Mme Collins dit à Ellie de se sauver avec John avant de s'asseoir sur le lit dans la chambre en feu.
Quelque temps plus tard, Ellie reçoit des éloges pour ses tenues lors de son défilé de fin d'année. En coulisses, elle est félicitée par sa grand-mère et John, qui est maintenant son petit ami. Ellie voit le fantôme de sa mère et une vision de Sandie, qui la salue avant de lui envoyer un baiser.

## Fiche technique
Sauf indication contraire, les informations mentionnées dans cette section peuvent être confirmées par la base de données cinématographiques IMDb,  présente dans la section « Liens externes ».
- Titre original : Last Night in Soho
- Titre québécois : Une dernière nuit à Soho
- Réalisation : Edgar Wright
- Scénario : Edgar Wright et Krysty Wilson-Cairns, d'après une histoire de Wright
- Musique : Steven Price
- Direction artistique : Victoria Allwood et Emily Norris
- Décors : Marcus Rowland
- Costumes : Odile Dicks-Mireaux
- Photographie : Chung-hoon Chung
- Montage : Paul Machliss
- Production : Nira Park, Tim Bevan, Eric Fellner et Edgar Wright
- Production déléguée : James Biddle, Rachel Prior, Daniel Battsek et Ollie Madden
- Sociétés de production : Film4 Productions, Working Title Films et Complete Fiction Pictures, en association avec Perfect World Pictures
- Société de distribution : Focus Features (États-Unis) / Universal Pictures (international)
- Budget : 43 millions de dollars
- Pays d'origine :  Royaume-Uni
- Langue originale : anglais
- Format : couleur — 2.39:1 — son Dolby Atmos
- Genre : Horreur psychologique
- Durée : 116 minutes
- Dates de sortie :
  - Italie : 4 septembre 2021 (Mostra de Venise 2021)
  - Canada et Québec : 10 septembre 2021 (Festival international du film de Toronto 2021) ; 29 octobre 2021 (sortie globale)
  - France : 27 octobre 2021
  - Royaume-Uni et États-Unis : 29 octobre 2021
- Classification :
  - France : interdit aux moins de 12 ans[1] lors de sa sortie en salles, mais interdit aux moins de 16 ans à la télévision
  - États-Unis : R - Restricted (Interdit aux moins de 17 ans non accompagné d'un adulte)
  - Québec : 13 ans +

## Distribution

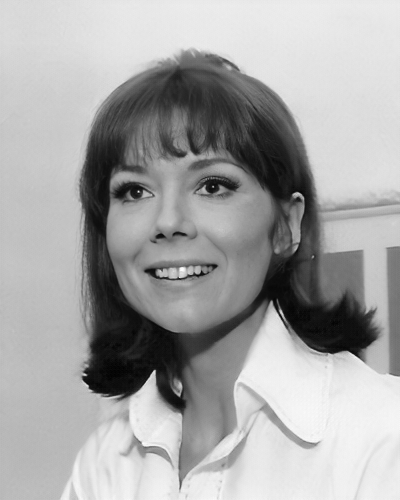
Il s'agit du dernier film de Diana Rigg, ici en 1973, décédée en septembre 2020.

- Thomasin McKenzie (VF : Leslie Lipkins ; VQ : Geneviève Bédard) : Eloise « Ellie » Turner
- Anya Taylor-Joy (VF : Audrey Sourdive ; VQ : Alice Pascual) : Alexandra « Sandie » Collins
- Matt Smith (VF : Anatole de Bodinat ; VQ : Maël Davan-Soulas) : Jack
- Terence Stamp (VF : Jean Barney ; VQ : Marc Bellier) : Lindsey, vieillard
- Sam Claflin : Lindsey, jeune
- Diana Rigg (VF : Frédérique Cantrel ; VQ : Élise Bertrand) : Mme Collins
- Michael Ajao (VF : Eilias Changuel ; VQ : Lyndz Dantiste) : John
- Rita Tushingham (VF : Blanche Ravalec ; VQ : Johanne Garneau) : Margaret « Peggy » Turner
- Jessie Mei Li (VF : Nadine Girard) : Lara
- Synnøve Karlsen (VF : Marie Tirmont ; VQ : Marie-Ève Sansfaçon) : Jocasta
- Margaret Nolan : la barmaid
- Michael Jibson (en) (VF : Laurent Maurel) : le détective
- Lisa McGrillis (en) : la détective
- James et Oliver Phelps (VF : Laurent Maurel) : Charles et Ben
- Pauline McLynn (VF : Virginie Ledieu ; VQ : Annick Bergeron) : Carol
- Paul Brightwell (VF : Stefan Godin) : Cubby
- Kassius Nelson (VF : Aurélie Konaté) : Cami
- Rebecca Harrod : Ashley

Version française
Studio de doublage : Symphonia Films
Direction artistique : Raphaël Anciaux
Adaptation : Margaux Lamy

## Production

### Genèse et développement
En janvier 2019, Edgar Wright annonce qu'il va prochainement travailler sur un film d'horreur psychologique se déroulant à Londres et coécrit avec la scénariste et auteure de comics écossaise Krysty Wilson-Cairns,.
Le film est présenté comme étant dans la lignée de films d'horreur britanniques comme Ne vous retournez pas (1973, Nicolas Roeg) et Répulsion (1965, Roman Polanski). Edgar Wright ajoute que le film parle également du voyage dans le temps.

### Attribution des rôles
En février 2019, Anya Taylor-Joy, Matt Smith et Thomasin McKenzie rejoignent la distribution,. Ils sont rejoints par Diana Rigg, Terence Stamp, Rita Tushingham, Michael Ajao et Synnøve Karlsen en juin.
Le 10 septembre 2020, l'actrice Diana Rigg décède d'un cancer, avant même la sortie du film. Il s'agit de la dernière apparition de l'actrice.

### Tournage
Le tournage débute le 23 mai 2019. Il a lieu à Londres (notamment à Soho, Haymarket ou encore Spitalfields). Il s'achève le 30 août 2019.

## Bande originale
La musique du film est composée par Steven Price. La bande originale du film contient cependant principalement des chansons des années 1960 présentes dans le film ou ayant inspirées certains aspects du film. L'actrice Anya Taylor-Joy enregistre par ailleurs deux versions inédites de Downtown, chanson popularisée par Petula Clark.
| No  | Titre                                         | Interprètes                          | Durée |
| --- | --------------------------------------------- | ------------------------------------ | ----- |
| 1.  | A World Without Love                          | Peter and Gordon                     |       |
| 2.  | Wishin' and Hopin'                            | Dusty Springfield                    |       |
| 3.  | Don't Throw Your Love Away                    | The Searchers                        |       |
| 4.  | Beat Girl                                     | The John Barry Orchestra             |       |
| 5.  | Starstruck                                    | The Kinks                            |       |
| 6.  | You're My World                               | Cilla Black                          |       |
| 7.  | Wade in the Water (Live at Klooks Kleek)      | The Graham Bond Organisation         |       |
| 8.  | Got My Mind Set on You                        | James Ray                            |       |
| 9.  | (Love Is Like a) Heat Wave                    | The Who                              |       |
| 10. | Puppet on a String                            | Sandie Shaw                          |       |
| 11. | Land of 1000 Dances                           | The Walker Brothers                  |       |
| 12. | There's a Ghost in My House                   | R. Dean Taylor                       |       |
| 13. | Happy House                                   | Siouxsie and the Banshees            |       |
| 14. | (There's) Always Something There to Remind Me | Sandie Shaw                          |       |
| 15. | Eloise                                        | Barry Ryan                           |       |
| 16. | Anyone Who Had a Heart                        | Cilla Black                          |       |
| 17. | Last Night in Soho                            | Dave Dee, Dozy, Beaky, Mick and Tich |       |
| 18. | Neon                                          | Steven Price                         |       |
| 19. | Downtown (a cappella) (inédit)                | Anya Taylor-Joy                      |       |
| 20. | Downtown (uptempo) (inédit)                   | Anya Taylor-Joy                      |       |
| 21. | You’re My World (inédit)                      | Anya Taylor-Joy                      |       |

## Accueil

### Sorties et festivals
Le film devait initialement sortir aux États-Unis le 25 septembre 2020, mais la date est repoussée en raison de la pandémie de Covid-19. Prévue alors pour le 23 avril 2021, sa sortie est de nouveau repoussée pour octobre 2021.
Afin d'éviter la concurrence avec les films Dune, Ron débloque ou Mourir peut attendre, il sort au Royaume-Uni et aux États-Unis le 29 octobre 2021.
Le film est d'abord présenté en avant-première mondiale le 4 septembre 2021 à la Mostra de Venise 2021. Il est ensuite présenté lors du festival européen du film fantastique de Strasbourg et lors du festival international du film de Toronto.

### Critique
Le film reçoit des critiques globalement positives. Sur l'agrégateur américain Rotten Tomatoes, il récolte 73% d'opinions favorables pour 200 critiques et une note moyenne de 6,8⁄10. Le consensus du site résume les critiques compilées : « Bien qu'il ait du mal à maintenir son élan passionnant du début, Last Night in Soho montre les fulgurances d'Edgar Wright dans son élégance et ses ambitions ». Sur Metacritic, il obtient une note moyenne de 67⁄100 pour 47 critiques.
En France, le site Allociné recense 23 critiques presse et établit une moyenne de 3,5/5.

## Distinctions

### Sélection
- Mostra de Venise 2021 : hors compétition

### Nominations
- Hollywood Critics Association 2022 :
  - Meilleur Film d'horreur
  - Meilleur Scénario original - Edgar Wright et Krysty Wilson-Cairns
  - Meilleure musique de film - Steven Price
  - Meilleurs Décors - Marcus Rowland
  - Meilleur Montage - Paul Machliss
  - Meilleurs Costumes - Odile Dicks-Mireaux (en)